# Svend Frederik Sager
Svend Frederik Sager (* 13. August 1948 in Flensburg) ist ein deutscher Germanist.

## Leben
Er studierte Germanistik, Philosophie und Biologie in Hamburg und Tübingen. Nach der Promotion 1981 und Habilitation an der Universität Hamburg lehrte er an den Universitäten Hamburg, Greifswald, Kiel und Gießen. Er war freiberuflich in der Industrie im Bereich Multimediaproduktion und Kommunikationsberatung tätig. Er lehrte von 1997 bis 2014 als Professor für Linguistik des Deutschen mit Schwerpunkt sprachliche Kommunikation am Institut für Germanistik I. Er ist Mitglied in der Deutschen Gesellschaft für Sprachwissenschaft, im Deutschen Germanistenverband, in der Deutschen Gesellschaft für Semiotik, in der Gesellschaft für Angewandte Sprachwissenschaft und im Arbeitskreis für Angewandte Gesprächsanalyse.
Seine Forschungsschwerpunkte sind Linguistik des Deutschen mit dem Schwerpunkt Verbale Kommunikation, Gesprächsethologie, nonverbale Kommunikation (Kinesik); Evolution der Kommunikation; urbane Kommunikation; rituelle Kommunikation; Unternehmenskommunikation und Linguistik Digitaler Medien (Hypertext und Hypermedia).

## Schriften (Auswahl)
- Sprache und Beziehung. Linguistische Untersuchungen zum Zusammenhang von sprachlicher Kommunikation und zwischenmenschlicher Beziehung. Tübingen 1981, ISBN 3-484-31036-7.
- Reflexionen zu einer linguistischen Ethologie. Hamburg 1988, ISBN 3-925468-08-0.
- Verbales Verhalten. Eine semiotische Studie zur linguistischen Ethologie. Tübingen 1995, ISBN 3-86057-093-5.
- mit Klaus Brinker: Linguistische Gesprächsanalyse. Eine Einführung. Berlin 2010, ISBN 978-3-503-12207-3.
- Unter den Häuten der Häuser dämmert ein neuer Tag. Gedichte. deutscher lyrik verlag, Aachen 2016, ISBN 978-3-8422-4436-8.